# Leptolalax tuberosus
Leptolalax tuberosus är en groddjursart som beskrevs av Inger, Orlov och Ilya Sergeevich Darevsky 1999. Leptolalax tuberosus ingår i släktet Leptolalax och familjen Megophryidae. IUCN kategoriserar arten globalt som sårbar. Inga underarter finns listade i Catalogue of Life.